# 이화룡 (배우)
이화룡(1975년 10월 2일 ~ )은 대한민국의 배우이다.

## 출연작

### 영화
- 《마지막 늑대》 (2004년) - 동물학자 역
- 《공항 가는 길》 (2005년, 단편) - 정우 역
- 《이만큼만 가져갈께》 (2005년, 단편)
- 《하드보일드 지저스》 (2009년, 단편)
- 《거짓말》 (2009년, 단편)
- 《박쥐》 (2009년) - 구 박사 역
- 《약탈자들》 (2009년) - 정훈 역
- 《심장이 필요한 남자》 (2010년) - 김선호 역
- 《의뢰인》 (2011년) - 정신과의사B 역 역
- 《부당거래》 (2010년) - 검사 역
- 《만신》 (2014년) - 군의관 역
- 《1987》 (2017년) - 함세웅 신부 역
- 《살아남은 아이》 (2018년) - 담임 역
- 《돈》 (2019년) - 동명증권 감사팀 남자 / 안경잡이 역
- 《킹메이커》 (2021년) - 야당의원 역

### 드라마
- 《세계의 끝》 (2013년, JTBC) - 박도경 역
- 《밀회》 (2014년, JTBC) - 최강사 역
- 《KBS 드라마 스페셜 - 액자가 된 소녀》 (2014년, KBS2) - 의사 역
- 《풍문으로 들었소》 (2015년, SBS) - 김태우 역
- 《육룡이 나르샤》 (2016년, SBS) - 정도광 역
- 《피고인》 (2017년, SBS) - 서신목 역
- 《7일의 왕비》 (2017년, KBS2) - 성희안 역
- 《마녀의 법정》 (2017년, KBS2) - 우 검사 역
- 《드라마 스테이지 - 낫 플레이드》 (2018년, tvN) - 정대환 역
- 《밥 잘 사주는 예쁜 누나》 (2018년, JTBC) - 공철구 역
- 《플레이어》 (2018년, OCN) - 강성우 역
- 《붉은 달 푸른 해》 (2018년, MBC) - 부검의 역
- 《단, 하나의 사랑》 (2019년, KBS2) - 박광일 역
- 《60일, 지정생존자》 (2019년, tvN)
- 《아스달 연대기》 (2019년, tvN)
- 《청일전자 미쓰리》 (2019년, tvN) - 송영훈 역
- 《우리, 사랑했을까》 (2020년, JTBC) - 명쾌남 역
- 《악마판사》 (2021년, tvN) - 사람 미디어 소속 국민시범재판 생중계 담당 PD 역
- 《배드 앤 크레이지》 (2021년, tvN) - 김계식 역
- 《설강화 : snowdrop》 (2021년, JTBC) - 안경희 역
- 《사랑의 이해》 (2022년, JTBC) - 노태평 역

### 연극
- 《날보러와요》 (2006년) - 용의자 역
- 《쉬어매드니스》 (2006년) - 나도식 반장 역
- 《날보러와요》 (2007년) - 용의자 역
- 《소설가 구보씨와 경성사람들》 (2007년) - 이상 역
- 《진화하는 오후》 (2007년)
- 《70분긴의 연애2nd - 원나잇 스탠드》 (2008년) - 장명식, 1인다역 역
- 《인간》 (2010년) - 라울 역
- 《소설가 구보씨의 1일》 (2010년)
- 《여기 사람이 있다》 (2011년) - 강성현 역
- 《과학하는 마음 - 숲의 심연》 (2011년)
- 《그리고 또 하루》 (2012년) - 남자 역
- 《다정도 병인 양하여》 (2012년)
- 《아워 타운》 (2012년) - 월리, 크로웰 형제, 쌤 역
- 《섬》 (2012년)
- 《소설가 구보씨의 1일》 (2012년)
- 《데모크라시》 (2013년)
- 《그리고 또 하루》 (2013년)
- 《다정도 병인 양하여》 (2013년)
- 《데모크라시》 (2014년)
- 《퍼디미어스》 (2014년) - 저는 남자 역
- 《위대한 유산》 (2014년) - 허버트 역